# میزوکی نوگوچی

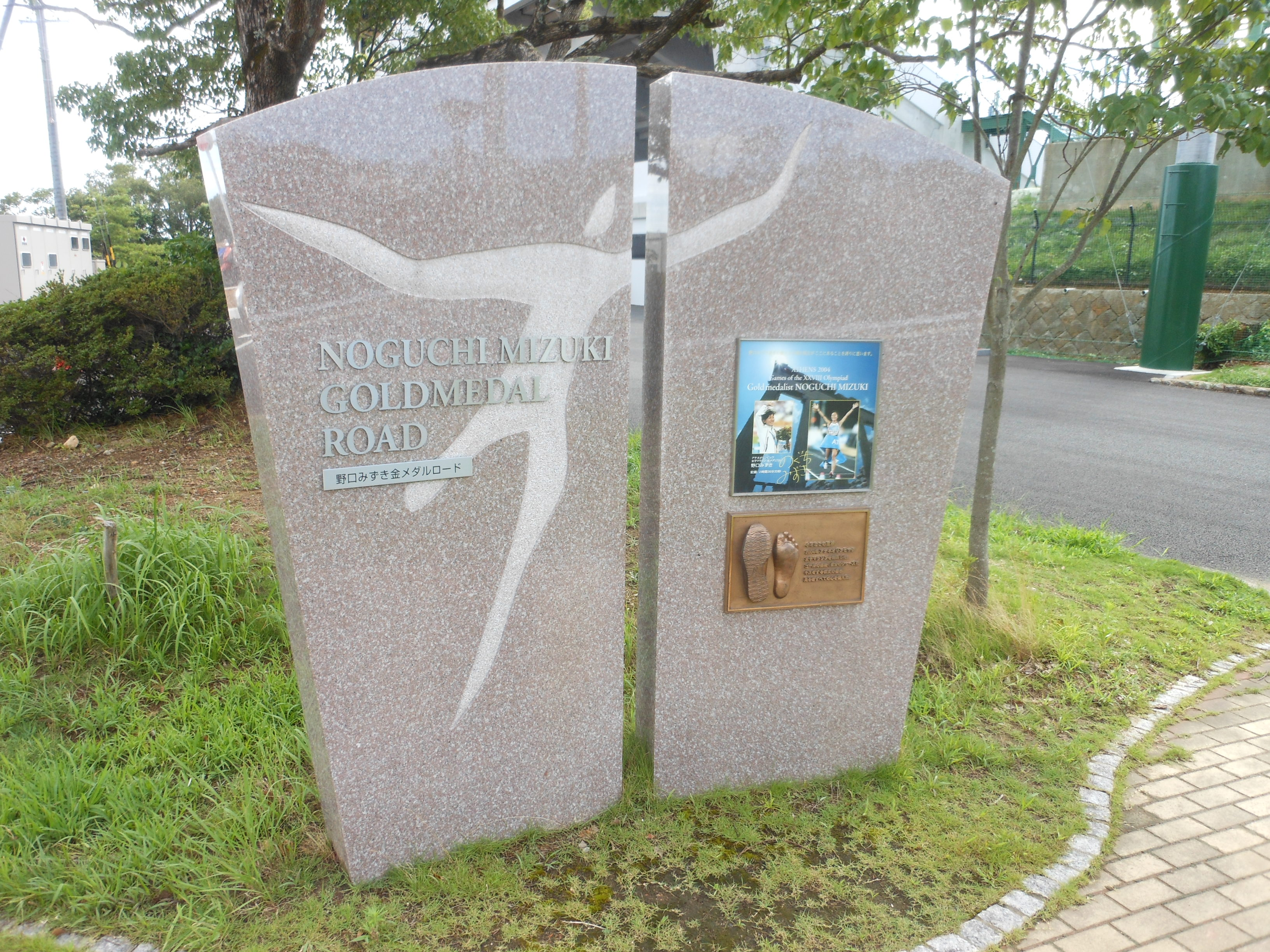
نماد یادبود میزوکی نوگوچی در ژاپن - ۲۰۱۴

میزوکی نوگوچی (انگلیسی: Mizuki Noguchi؛ زادهٔ ۳ ژوئیهٔ ۱۹۷۸) دونده ماراتن و دونده دو استقامت اهل ژاپن است.